# Люберецкий техникум
Люберецкий техникум имени Героя Советского Союза, лётчика-космонавта Ю. А. Гагарина (ранее Московский областной техникум отраслевых технологий, МОТОТ) — государственное бюджетное профессиональное образовательное учреждение Московской области, расположенное в городе Люберцы.

## История
Люберецкий техникум был образован приказом Совнаркома № 1731 от 27 июля 1930 года на базе Люберецкого завода сельскохозяйственного машиностроения им. Ухтомского.
В период 1938—1947 годов он именовался «Люберецкий машиностроительный техникум» и входил в состав бывшего Наркомата миномётного вооружения СССР.
В годы Великой Отечественной войны на базе техникума располагался штаб 108-го гвардейского ордена Суворова лётного полка, который внес значительную лепту во всеобщую Победу над фашистскими захватчиками.
С 1948 по 1953 год техникум входит в состав Министерства сельскохозяйственного машиностроения СССР и именуется «Люберецкий техникум сельскохозяйственного машиностроения».
С 1949 по 1951 год в «Люберецком ремесленном училище № 10», которое в 2015 году войдёт в состав «Люберецкого техникума», учился первый космонавт Юрий Гагарин.
В период 1954—1955 годов «Люберецкий машиностроительный техникум» входил в состав Министерства автомобильного, тракторного и сельскохозяйственного машиностроения. В 1958—1959 годах он входит в состав Управления кадров и учебных заведений Мособлсовнаркома РСФСР.
В 1962 году «Люберецкое ремесленное училище № 10» было преобразовано в профтехучилище, в 1969 году постановлением Совета министров РСФСР получило имя Ю. А. Гагарина. В 1993 году ПТУ переименовано в лицей, а в 2011 году — в «Люберецкий политехнический техникум имени Ю. А. Гагарина».
С 1973 года, в связи с образованием общесоюзного Министерства сельскохозяйственного и тракторного машиностроения СССР, Постановлением ЦК КПСС и Совета Министров СССР № 786 от 17 июля 1987 г. и Указа Президиума Верховного Совета СССР от 20 июля 1987 г., «Люберецкий машиностроительный техникум» передан в ведение вновь образованного Министерства.
В 1992 году приказом Министерства образования РСФСР от 19.06.1992 г. № 263 образовательное учреждение передано в Министерство образования РФ. А в 1996 году в соответствии с Указами Президента Российской Федерации от 14.08.96 г. № 1176 «О системе Федеральных органов исполнительной власти» и № 1177 «О структуре федеральных органов исполнительной власти» он передан в ведение Министерства общего и профессионального образования Российской Федерации.
В 1999 году в соответствии с распоряжением Правительства Российской Федерации техникум передан введение Министерства образования Московской области и изменил название на ГОУ СПО «Люберецкий техникум сельскохозяйственного машиностроения» Московской области.
В 2011 году в соответствии с приказом № 332 от 03.03.2011 года министра образования Правительства Московской области Лидии Николаевны Антоновой техникум переименован в ГОУ СПО «Московский областной техникум отраслевых технологий».
В 2012 году техникум переименован в ГБОУ СПО «Московский областной техникум отраслевых технологий».
В 2015 году в связи с «укрупнением областных училищ в рамках оптимизации» три техникума ГБОУ СПО «Московский областной техникум отраслевых технологий», ГБОУ СПО МО «Люберецкий политехнический техникум имени Ю. А. Гагарина» и ГБОУ СПО МО «Люберецкий политехнический техникум (Красково)» объединены в один техникум с единым названием ГБПОУ МО «Люберецкий техникум».

## Достопримечательности
На территории техникума в 1941—1945 годах располагалась база Военно-воздушных сил СССР, где базировался 108-й гвардейский штурмовой авиационный ордена Суворова полк, принимавший участие в битвах Великой Отечественной войны.[значимость факта?]

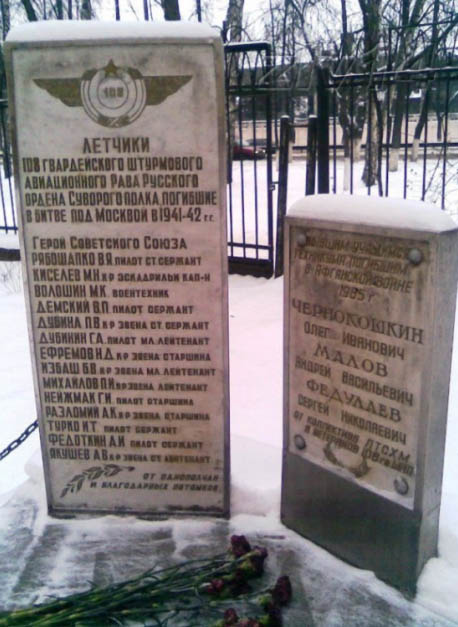
Летчикам 108-го Гвардейского авиационного полка, погибшим в сражении за Москву, а также выпускникам техникума, погибшим при исполнении служебных обязанностей в Афганистане, на территории техникума установлен памятник.

## Музей техникума
При техникуме открыт музей «Боевой славы» 108-го гвардейского Рава-Русского ордена Суворова штурмового авиационного полка. Музей — это живая связь поколений, которая необходима как для сохранения исторической памяти народа, так и для воспитания высоких нравственных качеств человека — любви к родному краю, к Отечеству, для формирования гражданского самосознания подрастающего поколения.
Музей боевой славы на территории техникума был создан в 1985 году по инициативе однополчан 108-го гвардейского Рава-Русского ордена Суворова штурмового авиационного полка, так как во время Великой Отечественной войны на территории техникума располагался штаб, тогда ещё 299 ШАП. Основателями музея являются участники Великой Отечественной войны: Павлюченко Александр Александрович, Клобуков Леонид Яковлевич, Живчиков Анатолий Иванович, которые являются ветеранами 108 ШАП.
108-й ШАП прошёл всю войну, в его краткую биографию входят: оборона Москвы, Одессы и Запорожья, разгром немцев под Сталинградом, бои на Курской дуге, Сандомирский плацдарм, взятие Берлина и освобождение Праги.
Экспонаты музея собирались однополчанами 108 ШАП, большую помощь в художественном оформлении музея и изготовление макетов самолетов оказал вертолётный завод имени Камова.
С 1987 года заведующим музея становится ветеран полка, участник Великой Отечественной войны Клобуков Леонид Яковлевич, который вместе со студентами техникума проделал огромную работу по розыску однополчан 108-го гвардейского ШАП. Были написаны сотни писем в разные уголки бывшего Советского Союза. Леонид Яковлевич выезжал со студентами техникума по местам боевой славы Московской области и город Сталинград, где собирали сведения о ветеранах 108-го штурмового авиационного полка.
Почти за четыре года Великой Отечественной войны полк совершил 4715 боевых вылетов. В своей семье полк воспитал героев Советского Союза. Старший лейтенант Иванов Иван Иванович и старший лейтенант Зеленко Екатерина Ивановна повторили подвиг Николая Гастелло, совершив таран на вражеские соединения, и звание Героя Советского Союза им было присвоено посмертно. В музее сделан стенд, где представлены их фотографии, хранятся личные вещи.
В 1941 году полк принимал активное участие в битве под Москвой.
На территории техникума стоит обелиск летчикам, погибшим, защищая небо Москвы во время Великой Отечественной войны. По традиции, у обелиска проходят торжественные линейки и возложение цветов. Каждый год 1-го сентября студенты первого курса знакомятся с музеем, где проходит урок «Вечный огонь памяти».
В музее проходят дни воинской славы России, посвященные историческим сражениям и памятным датам Отечества. В эти дни в музее проводятся экскурсии не только для студентов техникума, но музей посещают учащиеся средних школ г. Люберцы. Перед учащимися выступают ветераны Великой Отечественной войны.